# Nomaindia Mfeketo

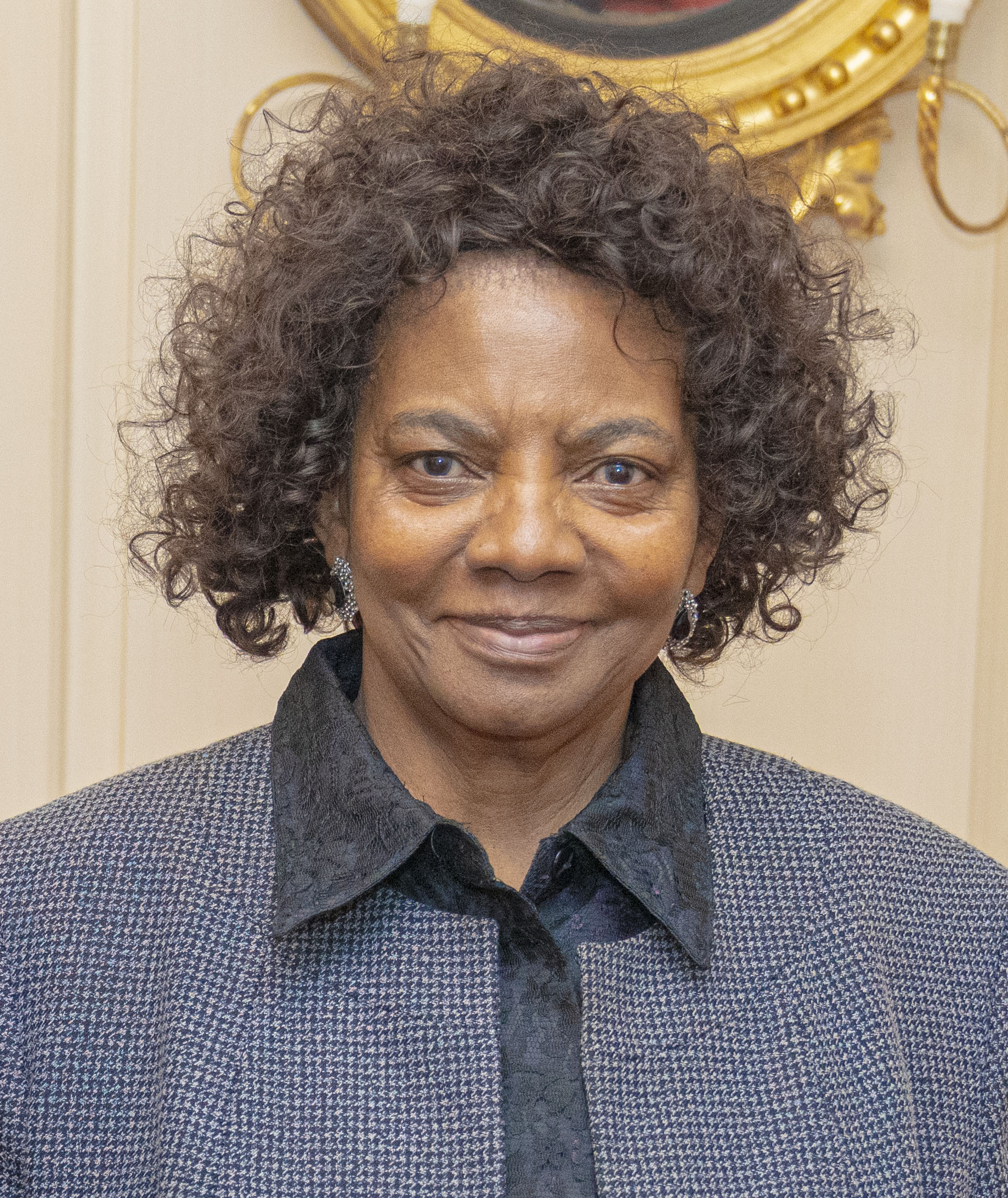
Nomaindia Mfeketo

Nomaindiya Mfeketo là một nữ chính trị gia người Nam Phi, từng giữ chức Bộ trưởng Bộ định cư con người từ năm 2018 đến 2019, Thứ trưởng Bộ Quan hệ và Hợp tác Quốc tế, Phó Chủ tịch Quốc hội Nam Phi từ năm 2009 đến 2014, và thị trưởng Cape Town từ năm 2009 1998 đến 2000 và một lần nữa từ 2002 đến 2006.

## Sự nghiệp ban đầu
Trước khi tham gia chính trị, Nomaindia Mfeketo đã làm việc cho một số tổ chức phi chính phủ (NGO). Từ 1981 đến 1991 Mfeketo làm việc cho tổ chức đào tạo nông nghiệp NGO ZAKH, Lưu trữ ngày 18 tháng 5 năm 2013 tại Wayback Machine sau đó cô làm việc cho Ủy ban Hỗ trợ Thay đổi Xã hội (SCAT) từ 1991 đến 1992. Từ 1992 đến 1994, Mfeketo làm việc cho Nhóm Hành động Phát triển (DAG) trong một dự án nhà ở công cộng.

## Sự nghiệp chính trị
Năm 1993, Nomaindia Mfeketo tham gia vào các cuộc đàm phán để kết hợp các hoạt động của nhà nước và phi nhà nước để chuẩn bị cho quá trình chuyển đổi sang dân chủ đa chủng tộc của Nam Phi. Sau khi Mfeketo làm việc với DAG, cô đã được bầu làm Chủ tịch Hội đồng Thành phố được bầu cử dân chủ đầu tiên ở Cape Town cho giai đoạn tạm thời 1996 - 1998.

### Thị trưởng
Nomaindia Mfeketo đã trở thành người phụ nữ thứ tư và là người phụ nữ da đen đầu tiên làm thị trưởng thành phố khi bà giữ chức Thị trưởng một thời gian ngắn vào năm 1998. Bà được bầu lại làm thị trưởng sau thời kỳ vượt sàn, đưa đảng của bà, Quốc gia châu Phi Quốc hội (ANC), đa số trong hội đồng thành phố năm 2002, lật đổ Gerald Morkel của Liên minh Dân chủ (DA). Nomaindia Mfeketo giữ chức vụ này cho đến khi DA giành lại quyền kiểm soát hội đồng vào năm 2006, sau đó Helen Zille nhậm chức.

### Hậu thị trưởng
Năm 2007, Nomaindia Mfeketo đã được bầu vào Ủy ban điều hành quốc gia của ANC. Vào ngày 6 tháng 5 năm 2009, Mfeketo được bầu làm Phó Chủ tịch Quốc hội.
Nomaindia Mfeketo phục vụ ở vị trí này cho đến ngày 21 tháng 5 năm 2014, khi bà được cựu Bộ trưởng Bộ Quản trị Hợp tác, Lechesa Tsenoli kế nhiệm.
Vào năm 2009, DA đã cáo buộc rằng Nomaindia Mfeketo đã nhận được một căn biệt thự trị giá 8 triệu đô la R được xây dựng theo kế hoạch nhà ở của chính phủ gây tranh cãi cho các bộ trưởng ở Cape Town và Pretoria mặc dù cô sở hữu một nơi ở riêng cách xa 9 km.